# Ingegerd Troedsson
Ingegerd Troedsson z domu Cederlöf (ur. 5 czerwca 1929 w Sztokholmie, zm. 3 listopada 2012 w Hacksta w gminie Enköping) – szwedzka polityk, w latach 1991–1994 przewodnicząca parlamentu Szwecji (Riksdagu).

## Życiorys
Z wykształcenia politolog. Zaangażowała się w działalność Umiarkowanej Partii Koalicyjnej. Od połowy lat 70. do 1994 sprawowała mandat poselski. W latach 1976–1978 w rządzie Thorbjörna Fälldina pełniła funkcję rządowego doradcy ds. społecznych. W 1986 po rezygnacji Ulfa Adelsohna ubiegała się o przywództwo w partii, przegrywając z Carlem Bildtem, została natomiast wiceprzewodniczącą partii. Była wiceprzewodniczącą Riksdagu, a w latach 1991–1994 stała na czele szwedzkiego parlamentu jako pierwsza kobieta w historii Szwecji.
Ingegerd Troedsson była mężatką, miała pięcioro dzieci.